# Liste der Naturdenkmale in Roßbach (Westerwald)
Die Liste der Naturdenkmale in Roßbach nennt die im Gemeindegebiet von Roßbach ausgewiesenen Naturdenkmale (Stand 13. Juni 2024).

## Ehemalige Naturdenkmale
| Nr. | Bezeichnung                  | Lage                                  | Beschreibung                                               | Bild                                    |
| --- | ---------------------------- | ------------------------------------- | ---------------------------------------------------------- | --------------------------------------- |
|     | Robinien an der alten Kirche | Hauptstraße, gegenüber Nr. 42–46 Lage | Robinia pseudoacacia; Rechtsverordnung vor 2009 aufgehoben | Direkt Bild zu diesem Denkmal hochladen |